# Coupe du monde de ski alpin 1972-1973
Navigation
Édition précédente Édition suivante

La coupe du monde de ski alpin 1972-1973 commence le 7 décembre 1972 avec la descente femmes de Val-d'Isère et se termine le 24 mars 1973 avec le géant hommes de Heavenly Valley.
Les hommes disputent 24 épreuves : 8 descentes, 8 géants et 8 slaloms.
Les femmes disputent 24 épreuves : 8 descentes, 8 géants et 8 slaloms.
Au cours de la saison 1972-1973, il n'y a ni Jeux olympiques ni championnats du monde.

## Tableau d'honneur
| Discipline | Hommes           | Femmes          |
| Général    | Gustavo Thöni    | Annemarie Pröll |
| Descente   | Roland Collombin | Annemarie Pröll |
| Géant      | Hans Hinterseer  | Monika Kaserer  |
| Slalom     | Gustavo Thöni    | Patricia Emonet |

Gustavo Thöni et Annemarie Pröll deviennent les premiers skieurs à remporter 3 coupes du monde.
Comme en 1971 et 1972, Gustavo Thöni est sacré à l'issue de la dernière course aux dépens de David Zwilling :
- le technicien Gustavo Thöni brille en géant et en slalom (3 victoires et 4 autres podiums), mais ne marque aucun point en descente,
- le polyvalent David Zwilling marque dans toutes les disciplines et de manière régulière (17 fois classé dans les points sur 24 épreuves), mais ne s'impose qu'une seule fois.

Roland Collombin remporte la coupe du monde de descente et détrône son compatriote Bernhard Russi.
Avènement de Piero Gros (17 ans), qui gagne les 2 premières épreuves de la saison (géant de Val-d'Isère et slalom de Madonna di Campiglio) et s'annonce comme un futur concurrent pour Gustavo Thöni.
Les skieurs français sont en très net recul : Jean-Noël Augert et Henri Duvillard ne gagnent que 4 courses et ne luttent plus pour le classement général.
Annemarie Pröll survole la coupe du monde Femmes.
L'autrichienne remporte 11 courses (les 8 descentes inscrites au calendrier ainsi que 3 géants) et mène le classement général de bout en bout.
Patricia Emonet gagne 4 courses et termine troisième de la coupe du monde, à seulement 16 ans et demi. Mais la française ne confirmera jamais son potentiel.
Ses performances réconfortent l'équipe de France, durement touchée par les blessures de Michèle Jacot (opération du genou) et Isabelle Mir (fracture du péroné à Chamonix en janvier).

## Coupe du monde Hommes

### Résultats
| Date             | Lieu                         | Discipline  | Vainqueur            |
| 8 décembre 1972  | Val-d'Isère                  | Géant       | Piero Gros           |
| 10 décembre 1972 | Val-d'Isère                  | Descente    | Reinhard Tritscher   |
| 16 décembre 1972 | Val Gardena                  | Descente    | Roland Collombin     |
| 17 décembre 1972 | Madonna di Campiglio         | Slalom      | Piero Gros           |
| 19 décembre 1972 | Madonna di Campiglio         | Géant       | David Zwilling       |
| 6 janvier 1973   | Garmisch                     | Descente I  | Roland Collombin     |
| 7 janvier 1973   | Garmisch                     | Descente II | Roland Collombin     |
| 13 janvier 1973  | Grindelwald                  | Descente    | Bernhard Russi       |
| 14 janvier 1973  | Wengen                       | Slalom      | Christian Neureuther |
| 15 janvier 1973  | Adelboden                    | Géant       | Gustavo Thöni        |
| 19 janvier 1973  | Megève                       | Géant       | Henri Duvillard      |
| 21 janvier 1973  | Megève                       | Slalom      | Christian Neureuther |
| 27 janvier 1973  | Kitzbühel                    | Descente    | Roland Collombin     |
| 28 janvier 1973  | Kitzbühel                    | Slalom      | Jean-Noël Augert     |
| 3 février 1973   | Sankt Anton Arlberg-Kandahar | Descente    | Bernhard Russi       |
| 4 février 1973   | Sankt Anton Arlberg-Kandahar | Slalom      | Gustavo Thöni        |
| 11 février 1973  | Saint-Moritz                 | Descente    | Werner Grissmann     |
| 2 & 3 mars 1973  | Mont Sainte-Anne             | Géant       | Max Rieger           |
| 4 mars 1973      | Mont Sainte-Anne             | Slalom      | Gustavo Thöni        |
| 8 mars 1973      | Anchorage                    | Géant       | Hans Hinterseer      |
| 12 mars 1973     | Naeba                        | Géant       | Erik Håker           |
| 15 mars 1973     | Naeba                        | Slalom      | Jean-Noël Augert     |
| 23 mars 1973     | Heavenly Valley              | Slalom      | Jean-Noël Augert     |
| 24 mars 1973     | Heavenly Valley              | Géant       | Bob Cochran          |

### Classements

#### Classement général
| Rang | Nom                                  | Points |
| 1    | Gustavo Thöni                        | 166    |
| 2    | David Zwilling                       | 151    |
| 3    | Roland Collombin                     | 131    |
| 4    | Hans Hinterseer Christian Neureuther | 120    |
| 6    | Bernhard Russi                       | 106    |
| 7    | Jean-Noël Augert                     | 104    |
| 8    | Franz Klammer Bob Cochran            | 93     |
| 10   | Piero Gros                           | 91     |

#### Descente
| Rang | Nom                          | Points |
| 1    | Roland Collombin             | 120    |
| 2    | Bernhard Russi               | 96     |
| 3    | Marcello Varallo             | 64     |
| 4    | Franz Klammer David Zwilling | 62     |

#### Géant
| Rang | Nom                      | Points |
| 1    | Hans Hinterseer          | 105    |
| 2    | Erik Håker               | 71     |
| 3    | Adolf Rösti              | 66     |
| 4    | Gustavo Thöni Piero Gros | 55     |

#### Slalom
| Rang | Nom                  | Points |
| 1    | Gustavo Thöni        | 110    |
| 2    | Christian Neureuther | 105    |
| 3    | Jean-Noël Augert     | 86     |
| 4    | Walter Tresch        | 57     |
| 5    | Ilario Pegorari      | 38     |

## Coupe du monde Femmes

### Résultats
| Date             | Lieu                      | Discipline  | Vainqueur             |
| 7 décembre 1972  | Val-d'Isère               | Descente    | Annemarie Pröll       |
| 9 décembre 1972  | Val-d'Isère               | Slalom      | Pamela Behr           |
| 19 décembre 1972 | Saalbach                  | Descente    | Annemarie Pröll       |
| 20 décembre 1972 | Saalbach                  | Géant       | Annemarie Pröll       |
| 2 janvier 1973   | Maribor                   | Slalom      | Patricia Emonet       |
| 9 janvier 1973   | Pfronten                  | Descente I  | Annemarie Pröll       |
| 10 janvier 1973  | Pfronten                  | Descente II | Annemarie Pröll       |
| 16 janvier 1973  | Grindelwald               | Descente    | Annemarie Pröll       |
| 17 janvier 1973  | Grindelwald               | Slalom      | Monika Kaserer        |
| 20 janvier 1973  | Saint-Gervais             | Géant       | Annemarie Pröll       |
| 21 janvier 1973  | Les Contamines            | Géant       | Monika Kaserer        |
| 25 janvier 1973  | Chamonix Arlberg-Kandahar | Descente    | Annemarie Pröll       |
| 26 janvier 1973  | Chamonix Arlberg-Kandahar | Slalom      | Marilyn Cochran       |
| 1er février 1973 | Schruns                   | Descente    | Annemarie Pröll       |
| 2 février 1973   | Schruns                   | Slalom      | Rosi Mittermaier      |
| 9 février 1973   | Saint-Moritz              | Descente    | Annemarie Pröll       |
| 11 février 1973  | Abetone                   | Géant       | Monika Kaserer        |
| 2 mars 1973      | Mont Sainte-Anne          | Géant       | Annemarie Pröll       |
| 3 mars 1973      | Mont Sainte-Anne          | Slalom      | Patricia Emonet       |
| 7 mars 1973      | Anchorage                 | Géant       | Bernadette Zurbriggen |
| 13 mars 1973     | Naeba                     | Slalom      | Danielle Debernard    |
| 15 mars 1973     | Naeba                     | Géant       | Marilyn Cochran       |
| 22 mars 1973     | Heavenly Valley           | Slalom      | Patricia Emonet       |
| 23 mars 1973     | Heavenly Valley           | Géant       | Patricia Emonet       |

### Classements

#### Classement général
| Rang | Nom                | Points |
| 1    | Annemarie Pröll    | 297    |
| 2    | Monika Kaserer     | 223    |
| 3    | Patricia Emonet    | 163    |
| 4    | Rosi Mittermaier   | 131    |
| 5    | Hanni Wenzel       | 112    |
| 6    | Wiltrud Drexel     | 106    |
| 7    | Jacqueline Rouvier | 103    |
| 8    | Marilyn Cochran    | 84     |
| 9    | Ingrid Gfölner     | 83     |
| 10   | Irmgard Lukasser   | 65     |

#### Descente
| Rang | Nom                | Points |
| 1    | Annemarie Pröll    | 125    |
| 2    | Wiltrud Drexel     | 86     |
| 3    | Jacqueline Rouvier | 72     |
| 4    | Ingrid Gfölner     | 67     |
| 5    | Irmgard Lukasser   | 61     |

#### Géant
| Rang | Nom                   | Points |
| 1    | Monika Kaserer        | 110    |
| 2    | Annemarie Pröll       | 94     |
| 3    | Hanni Wenzel          | 53     |
| 4    | Patricia Emonet       | 52     |
| 5    | Bernadette Zurbriggen | 51     |

#### Slalom
| Rang | Nom                            | Points |
| 1    | Patricia Emonet                | 110    |
| 2    | Rosi Mittermaier               | 80     |
| 3    | Monika Kaserer                 | 67     |
| 4    | Danielle Debernard Pamela Behr | 56     |